# The Name Chapter: TEMPTATION
『The Name Chapter: TEMPTATION』（ザ・ネーム・チャプター: テンプテーション）は、韓国の5人組男性アイドルグループTOMORROW X TOGETHERの韓国での5thミニアルバムである。2023年1月7日にBIGHIT MUSICよりリリースされた。

## 背景
2022年12月3日、「The Name Chapter」のコンセプトトレーラーが公開された。
12月15日、Weverseで本作のリリースが発表された。また、ロゴモーションが公開された。

## 音楽性

### Devil by the Window
「Devil by the Window」は、タイトル曲「Sugar Rush Ride」の前日譚。

### Sugar Rush Ride
「Sugar Rush Ride」はオルタナティブなポップダンスのジャンルで、拒否できない誘惑に陥った少年の姿が描かれている。曲中には韓国の伝統的な唄・パンソリの演目である「春香歌」がサンプリングされており、パフォーマンスには韓国伝統舞踊のステップが採用されている。

### Happy Fools (feat. Coi Leray)
「Happy Fools (feat. Coi Leray)」はメンバー全員が作詞に参加している。ボムギュは、誰もが一度は反抗する時期（暗黒期）を思い出しながら作詞したという。

### Tinnitus (Wanna be a rock)
「Tinnitus (Wanna be a rock)」は、賑やかなパーティが終わった後に押し寄せる空しさを耳鳴り（Tinnitus）に例えた楽曲。

### Farewell, Neverland
ロックべースでポップジャンルの「Farewell, Neverland」は、現実から目を背けたまま夢想に耽るばかりではいけないと思い、旅立ちを決意した楽曲。

## チャート成績
オリコンによると初週18.5万枚を売り上げ、「オリコン週間アルバムランキング」で1位を獲得した。
Billboard JAPANによると244,893枚を売り上げ、「Top Albums Sales」で1位を獲得した。

## 収録曲
| #         | タイトル                          | 作詞  | 作曲・編曲 | 時間 |
| --------- | --------------------------------- | ----- | ---------- | ---- |
| 1.        | 「Devil by the Window」           |       |            | 3:06 |
| 2.        | 「Sugar Rush Ride」               |       |            | 3:07 |
| 3.        | 「Happy Fools (feat. Coi Leray)」 |       |            | 2:36 |
| 4.        | 「Tinnitus (Wanna be a rock)」    |       |            | 2:37 |
| 5.        | 「Farewell, Neverland」           |       |            | 3:01 |
| 合計時間: | 合計時間:                         | 14:27 |            |      |